# Parren James Mitchell
Parren James Mitchell, ameriški častnik in politik, * 29. april 1922, Baltimore,Maryland, ZDA, † 28. maj 2007, Towson, Maryland, ZDA.
Mitchell je bil kongresnik ZDA iz Marylanda med letoma 1971 in 1987.